# Vescovana
Vescovana is een gemeente in de Italiaanse provincie Padua (regio Veneto) en telt 1601 inwoners (31-12-2004). De oppervlakte bedraagt 22,3 km², de bevolkingsdichtheid is 72 inwoners per km².

## Demografie
Vescovana telt ongeveer 610 huishoudens. Het aantal inwoners daalde in de periode 1991-2001 met 0,9% volgens cijfers uit de tienjaarlijkse volkstellingen van ISTAT.
| Jaar | Inwoneraantal |
| ---- | ------------- |
| 1991 | 1583          |
| 2001 | 1568          |

## Geografie
De gemeente ligt op ongeveer zeven meter boven zeeniveau.
Vescovana grenst aan de volgende gemeenten: Barbona, Boara Pisani, Granze, Rovigo (RO), Sant'Urbano, Stanghella, Villa Estense.

## Geboren
- Mario Lusiani (1903-1964), wielrenner